# Tipula parrai
Tipula parrai är en tvåvingeart som beskrevs av Alexander 1940. Tipula parrai ingår i släktet Tipula och familjen storharkrankar. Inga underarter finns listade i Catalogue of Life.